# Tragik
Tragisch (griechisch τραγικός) heißt nach Aristoteles ein Ereignis, das zugleich Mitleid (mit dem Betroffenen), eleos,  und Furcht (um uns selbst), phobos, erweckt. Es kann allgemein „erschütternd“ bedeuten, in der Literatur bezeichnet es aber die Tragik und die Form Tragödie.

## Definition
Ein tragisches Ereignis muss einerseits ein Leiden sein, weil es sonst nicht selbst Leid wecken könnte; aber es darf nicht die gerechte Strafe eines wirklichen Verbrechens sein, denn dies würden wir zwar bedauern, aber nicht bemitleiden. Anderseits muss es furchtbar sein, weil wir es sonst nicht fürchten würden, und es muss willkürlich verhängt sein. Nur das unverdiente Leiden ist wirklich tragisch, ein „Schicksalsschlag des Lebens gegen den Menschen“.
In Frage kommen eine Heldentat, der rächende Gott oder das launenhafte Schicksal (so beim Feuerraub des Prometheus, der dafür von dem neidischen Zeus an den Felsen geschmiedet wird). Eine zweite Möglichkeit ist, dass der vermeintlich Schuldige nur teilweise schuldig, die „himmlischen Mächte“, welche „den Armen haben schuldig werden lassen“, die eigentlich Schuldigen sind (wie etwa Ödipus, den das Schicksal schon im Mutterleib zum künftigen Vatermörder und Muttergemahl ausersehen hat; Wallenstein, von dessen Schuld „unglückselige Gestirne“ die „größere Hälfte“ tragen).
Das Tragische ruht daher ebenso wie das Komische auf einem Kontrast desjenigen, was geschieht (des Ungerechten im Tragischen), mit dem, was eigentlich geschehen sollte. Der wesentliche Unterschied zwischen Tragik und Komik ist, dass das, was geschieht, im Tragischen ein Leiden, im Komischen dagegen nur eine Torheit ist.
Da nun – nach der Theorie des Aristoteles – Tragik im Wesentlichen durch die Einsicht in diesen Kontrast entsteht, so muss ein gemischter Eindruck entstehen. Das unverdiente Leiden und der Untergang der tragischen Person, der Sieg des Geschicks (oder der „neidischen“ Götter), ist ein Triumph der Ungerechtigkeit und bringt als solcher das Gefühl menschlicher Ohnmacht dem „großen, gigantischen Schicksal“ gegenüber hervor.
Die Verurteilung des tragischen Geschehens durch die Vernunft, die sich selbst weder durch den nahen Untergang noch durch die Übermacht des Schicksals erschüttern lässt, wird zum Triumph der Gerechtigkeit. Die Weigerung, das Unverdiente für verdient, den ungerechten Gott als gerechten anzusehen, erzeugt das „erhebende“ Gefühl menschlicher Hoheit und Überlegenheit gegenüber dem grausamen Schicksal, das wohl „den Leib töten, aber die Seele nicht töten kann“.

## Grausamkeit und Erhabenheit des Tragischen
In ersterer Hinsicht ist der Eindruck des Tragischen (der tragische Affekt) jenem des Grausamen (der blinden Naturnotwendigkeit), welches Verzweiflung, in dieser jenem des (nach Kant: moralisch) Erhabenen (der sittlichen Freiheit) verwandt, welches Bewunderung erzeugt. Werden beide Seiten des (tragischen) Kontrastes an verschiedene Personen verteilt, so dass das (zermalmende) Gefühl des Unterliegens unter das Schicksal in die tragische Person, das (erhebende) der (moralischen) Erhabenheit des Menschen über dasselbe in den Zuschauer verlegt wird, so entsteht das Naiv- oder Objektiv-Tragische. Werden beide dagegen in der (tragischen) Person vereinigt, welche sodann, während sie (physisch) dem Schicksal unterliegt, (moralisch) als tragischer „Held“ dasselbe besiegt, so entsteht das Bewusst- oder Subjektiv-Tragische. Jenes, bei welchem die tragische Person sich leidend (passiv) verhält, wirkt vorzugsweise ergreifend, dieses, bei welchem dieselbe, wenigstens moralisch, tätig (aktiv) auftritt, vorzugsweise erhebend. Die Eigentümlichkeit des ersteren besteht darin, dass der tragische Held dem Beschauer, die des letztern darin, dass er sich selbst tragisch erscheint, Mitleid und Furcht nicht bloß anderen, sondern sich selbst (für sich) einflößt.

## Weltschmerz und Pathos
Iphigenia, Antigone, Thekla (im „Wallenstein“) beklagen ihr Geschick. Das Subjektiv-Tragische ist durch die Gemütsstimmung des Helden, welche aus Mitleid mit sich, der dem Schicksal unterliegt, und Hohn über den Gegner, der (nur scheinbar) triumphiert, zusammengesetzt ist, dem Humor und zwar, weil der (physische) Untergang unvermeidlich ist, dem bösen Humor (Weltschmerz) verwandt und heißt um dieser Verwandtschaft willen Humoristisch-Tragisches. Je nachdem in dem Eindruck des Tragischen das „zermalmende“ oder das „erhebende“ Element als das stärkere erscheint, wird das Rührend-Tragische vom Pathetisch-Tragischen unterschieden. Durch Kombination beider Einteilungen entstehen als Unterarten des Rührend-Tragischen das Rührende, bei welchem das mitleiderregende, und das Schreckliche, bei welchem das furchterweckende Element des Ergreifenden überwiegt; als Unterarten des Pathetisch-Tragischen das humoristische Pathos, bei welchem die Klage über sein Schicksal, und der tragische Humor, bei welchem der Hohn über dasselbe im Helden die Oberhand gewinnt; jene machen uns weinen, diese „unter Tränen lächeln“.

## Auflösung des Tragischen
Die Auflösung des Tragischen erfolgt, wie die des Komischen, durch die Aufhebung des Kontrastes, indem entweder das (scheinbar) Ungerechte als gerecht (der scheinbar Schuldlose oder nur halb Schuldige als wirklich Schuldiger) erkannt, oder das vermeintlich durch blinden Willen oder feindselige Absicht herbeigeführte Leiden als das Werk des Zufalls oder eines mechanischen Naturprozesses (natürlicher Tod) anerkannt wird, welche als völlig heterogen, mit der Vernunft nicht vergleichbar, also auch nicht als Kontrast zu derselben betrachtet werden können.